# Spitz-Ahorn Marsdorf

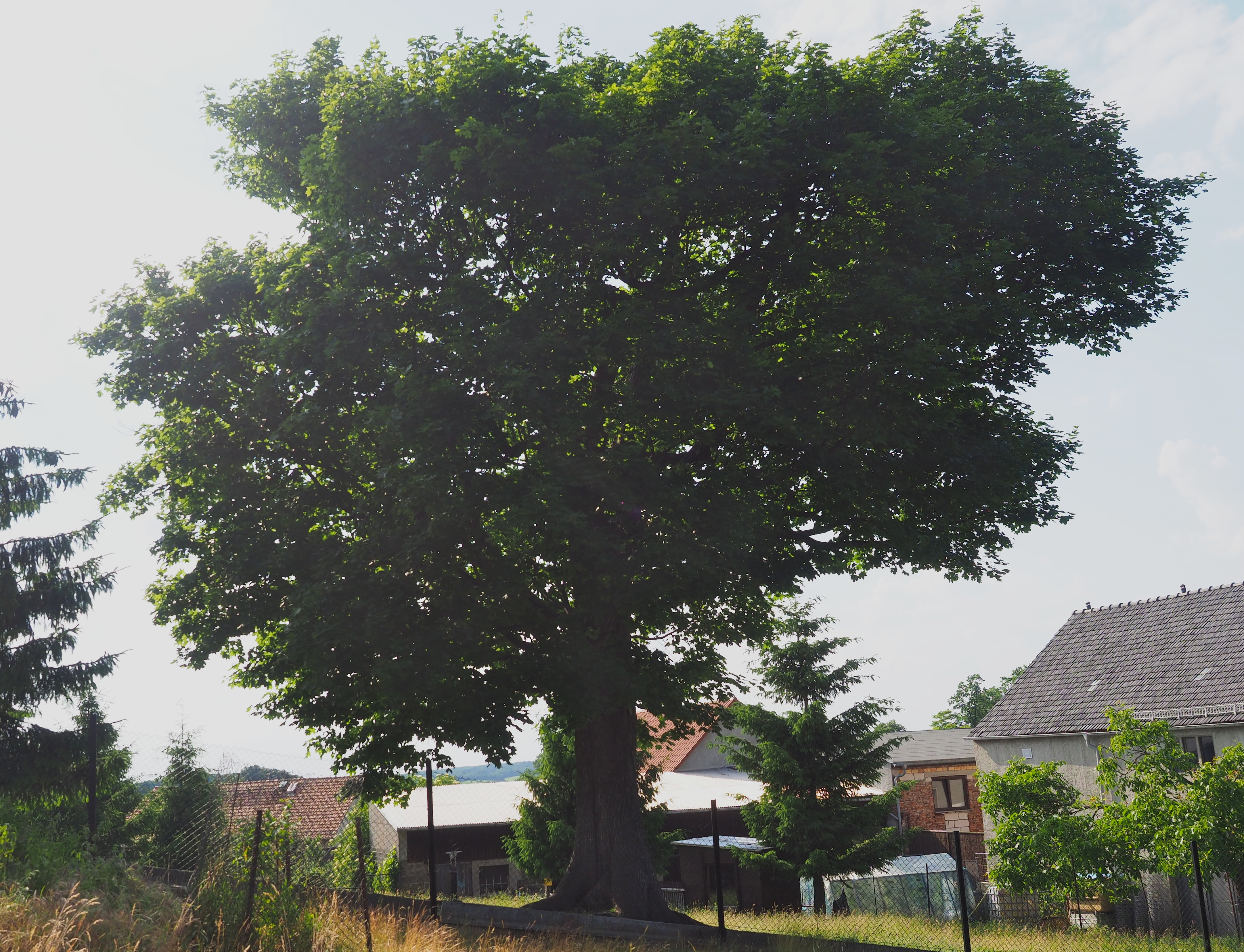
Blick auf den Spitz-Ahorn von Südosten

Der Spitz-Ahorn Marsdorf, auch Spitz-Ahorn hinter dem Creutz-Gut nach der Lage hinter dem Anwesen einer dort wohnenden Familie, ist ein als Einzelbaum ausgewiesenes Naturdenkmal (ND 110) in Marsdorf in der nördlichen Dresdner Ortschaft Weixdorf. Der Spitz-Ahorn (Acer platanoides) ist mit etwa 12 Metern Höhe und einem Kronendurchmesser von etwa 14 Metern auf einem etwas erhöhten Standort eine Landmarke von Marsdorf.

## Geographie
Der Baum steht in Dresdens nördlichstem Stadtteil, dem dörflich geprägten Marsdorf, südlich der Wohnbebauung hinter dem Gebäude Marsdorfer Hauptstraße 25b auf einem felsigen, sehr trockenen Standort. Etwa 1,2 Kilometer nördlich des Baums befindet sich das seit 1989 geschützte Flächennaturdenkmal Salweidenfeuchtgebiet bei Medingen-Marsdorf und in etwa einem drittel Kilometer nordöstlich des Baums beginnt das 2013 unter Schutz gestellte Flächennaturdenkmal Feldweg Marsdorf–Medingen.
Um Marsdorf herum, das heißt das Siedlungsgebiet inklusive des Spitz-Ahorns ist davon inselartig ausgenommen, befindet sich das 1998 ausgewiesene Landschaftsschutzgebiet (LSG) Moritzburger Kleinkuppenlandschaft. Mit einem anderen Zuschnitt ist unter gleichem Namen 2006 zudem ein Europäisches Vogelschutzgebiet (SPA) ausgewiesen worden.

## Geschichte
Die Abteilung für Landwirtschaft im Kreis Dresden hatte in der zweiten Hälfte der 1950er Jahre eine Liste von schützenswerten Naturobjekten erarbeitet. Am 23. Januar 1958 beschloss der Rat des Kreises Dresden der Registrierung der vorgeschlagenen Objekte zuzustimmen. Aus der Gemeinde Marsdorf wurde nur dieser Spitz-Ahorn unter Schutz gestellt. Bereits knapp drei Monate zuvor, am 4. Oktober 1957, hatten der Weixdorfer Heimatforscher Hermann Tögel und der Marsdorfer Bürgermeister eine hölzerne, von Bildhauer Franz Rädlein geschaffene Naturschutztafel am Baum angebracht. Derartige Tafeln hatte Tögel auch an anderen geschützten oder schützenswerten Bäumen in und um Weixdorf angebracht, wie beispielsweise der Dohna-Eiche im Pfarrgarten der Lausaer Pastor-Roller-Kirche.
Im Jahr 1957 ist das Alter des Baums auf 80 bis 90 Jahre geschätzt worden, er wird somit in die 1860er/1870er Jahre datiert. Obgleich es sich um einen gesunden Baum handelt, ist er durch seinen mäßigen Wuchs innerhalb von 45 Jahren seit 1957 kaum größer geworden. Die Höhe scheint sich aufgrund der windexponierten Lage durch Astabbrüche sowie Kronenrückschnitte gar verkleinert zu haben.
Das Umweltamt der Stadt Dresden, zu der Marsdorf seit 1999 gehört, hatte im Jahr 2008 eine Wander- und Radroute durch den Dresdner Norden konzipiert, entlang der fünf Naturdenkmäler besucht werden: Die Stiel-Eiche Marsdorfer Straße in Klotzsche südlich des Flughafens, die Eiche am Brauteich in Langebrück, die Rieseneiche im Sauerbusch in der Dresdner Heide zwischen Langebrück und Weixdorf, die oben genannte Dohna-Eiche in Lausa und der Spitz-Ahorn hinter dem Creutz-Gut in Marsdorf.